# Ova
Ovas é o nome vulgar para designar os óvulos maduros dos peixes, alguns com muitas aplicações culinárias.
Um produto preparado com ovas, originalmente de esturjão, é o caviar.